# Daughters of Africa
Daughters of Africa: An International Anthology of Words and Writings by Women of African Descent from the Ancient Egyptian to the Present est une anthologie de récits oraux et d'œuvres littéraires de plus de 200 femmes d'Afrique et de la diaspora africaine, constituée et introduite par Margaret Busby. 
Une seconde anthologie, New Daughters of Africa, lui fait suite en 2019.

## Contenu
Publié en 1992, à Londres par Jonathan Cape, et à New York par Pantheon Books, Daughters of Africa est considéré généralement comme un travail de pionnier,, couvrant une variété de genres, y compris la fiction, les essais, la poésie, le théâtre, les récits autobiographiques et la littérature pour la jeunesse. Il comprend des travaux traduits en anglais à partir de langues africaines ainsi que d'écrits en néerlandais, en français, en allemand, en portugais, en russe et en espagnol,.

## Origine du titre
Le titre de l'anthologie provient d'une déclaration  de 1831 de Maria W. Stewart (1803-1880), la première femme afro-américaine à donner des conférences publiques, dans lequel elle dit: « Ô filles de l'Afrique, réveillez-vous! Réveillez-vous! Levez-vous! Ne dormez plus mais distinguez-vous. Montrez au monde vos dons et vos facultés personnelles nobles et exaltées ».

## Réception
L'ouvrage a été bien accueilli lors de sa publication. Evie Arup écrit dans The Weekly Journal : « Daughters of Africa est une œuvre littéraire de premier plan. Jamais les œuvres des femmes d'ascendance africaine, à l'échelle mondiale, n'avaient été ainsi réunies en un seul volume ». Le chroniqueur de The Independent note : « Ce livre peut sembler être de la littérature, mais finalement, c'est aussi un témoignage sur le pouvoir du langage ». Le Library Journal qualifie l'anthologie de « texte précieux », tandis que The Washington Post le considère comme « un magnifique point de départ pour tout lecteur intéressé à  découvrir les voix silencieuces, oubliées et sous-estimées des femmes noires ».

## Auteures présentes dans cette anthologie
Plus de 200 femmes sont mises en exergue dans cette anthologie, notamment :
- Opal Palmer Adisa
- Abena Adomako
- Ama Ata Aidoo
- Grace Akello
- Zaynab Alkali
- Ifi Amadiume
- Maya Angelou
- Red Jordan Arobateau
- Mariama Bâ
- Toni Cade Bambara
- Valerie Belgrave
- Gwendolyn B. Bennett
- Louise Bennett-Coverley
- Julia Berger
- Eulalia Bernard (en)[14]
- Ayse Bircan[15],[16]
- Becky Birtha
- Valerie Bloom
- Marita Bonner
- Dionne Brand
- Jean "Binta" Breeze
- Virginia Brindis de Salas
- Erna Brodber
- Gwendolyn Brooks
- Barbara Burford
- Annie L. Burton
- Abena Busia[17]
- Dinah Anuli Butler
- Octavia E. Butler
- Joan Cambridge[18]
- Aída Cartagena Portalatín
- Adelaide Casely-Hayford
- Gladys Casely-Hayford
- Marie Vieux-Chauvet
- Alice Childress
- Michelle Cliff
- Lucille Clifton
- Merle Collins
- Maryse Condé
- Anna Julia Cooper
- J. California Cooper
- Jayne Cortez
- Christine Craig
- Jane Tapsubei Creider
- Tsitsi Dangarembga
- Angela Davis
- Thadious Davis (en)[19]
- Noémia de Sousa
- Lucy Delaney
- Nafissatou Niang Diallo
- Rita Dove
- Mabel Dove Danquah
- Kate Drumgoold
- Alice Dunbar-Nelson
- Zee Edgell
- Zilpha Elaw (en)
- Buchi Emecheta
- Alda do Espírito Santo
- Mari Evans
- Jessie Redmon Fauset
- Charlotte Forten Grimké
- Aline França[20]
- Amy Jacques Garvey
- Beryl Gilroy
- Nikki Giovanni
- Vivian Glover[21]
- Marita Golden
- Jewelle Gomez
- Lorna Goodison
- Hattie Gossett (en)
- Rosa Guy
- Lorraine Hansberry
- Frances E. W. Harper
- Hatchepsout
- Iyamide Hazeley[22]
- Bessie Head
- Georgina Herrera[23]
- Saida Hagi-Dirie Herzi[24]
- Merle Hodge (en)
- Billie Holiday
- bell hooks
- Pauline Hopkins
- Amelia Blossom Pegram[25]
- Akasha Gloria Hull
- Marsha Hunt
- Kristin Hunter (en)
- Zora Neale Hurston
- Noni Jabavu
- Mattie J. Jackson (en)
- Harriet Jacobs
- Carolina Maria de Jesus
- Alice Perry Johnson[26],[27]
- Amryl Johnson[28]
- Georgia Douglas Johnson (en)
- Claudia Jones
- Gayl Jones
- Marion Patrick Jones
- June Jordan
- Jackie Kay
- 'Masechele Caroline Ntseliseng Khaketla[29]
- Yelena Khanga
- Jamaica Kincaid
- Mwana Kupona Msham
- Ellen Kuzwayo
- Alda Lara
- Nella Larsen
- Andrea Lee (en)
- Audre Lorde
- Elise Johnson McDougald (en)
- Terry McMillan
- Naomi Long Madgett (en)
- Lina Magaia
- Barbara Makhalisa[30]
- Zindzi Mandela
- Paule Marshall
- Una Marson
- Annette Mbaye d'Erneville
- Pauline Melville
- Louise Meriwether
- Gcina Mhlope
- Anne Moody
- Mary Monroe (en)
- Pamela Mordecai
- Nancy Morejón
- Toni Morrison
- Micere Githae Mugo
- Pauli Murray
- Gloria Naylor
- Citeku Ndaaya
- Lauretta Ngcobo
- Grace Nichols
- Rebeka Njau
- Flora Nwapa
- Sekai Nzenza
- Grace Ogot
- Molara Ogundipe-Leslie
- May Opitz
- Gabriela Pearse
- Ann Petry
- Marlene Nourbese Philip (en)
- J. J. Phillips (en)
- Ann Plato (en)
- Velma Pollard
- Marsha Prescod[15]
- Mary Prince
- Nancy Gardner Prince (en)
- Reine de Saba
- Christine Qunta[31],[32]
- Joan Riley (en)
- Astrid Roemer
- Carolyn Rodgers
- Marta Rojas
- Lucinda Roy (en)
- Jacqueline Rudet[33]
- Kristina Rungano
- Sandi Russell[34]
- Sonia Sanchez
- Simone Schwarz-Bart
- Mary Seacole
- Mabel Segun
- Olive Senior
- Dulcie September
- Ntozake Shange
- Jenneba Sie Jalloh
- Joyce Sikakane[35]
- Zulu Sofola
- Aminata Sow Fall
- Anne Spencer
- Eintou Pearl Springer
- Maria W. Stewart
- Maud Sulter
- Efua Sutherland
- Véronique Tadjo
- Susie Taylor
- Lourdes Teodoro (en)
- Mary Church Terrell
- Lucy Terry
- Awa Thiam[36]
- Elean Thomas[37]
- Miriam Tlali
- Sojourner Truth
- Harriet Tubman
- Adaora Lily Ulasi
- Bethany Veney (en)
- Charity Waciuma
- Alice Walker
- Margaret Walker
- Michele Wallace
- Myriam Warner-Vieyra
- Angelina Weld Grimké
- Ida B. Wells
- Dorothy West
- Phillis Wheatley
- Zoë Wicomb
- Sherley Anne Williams (en)
- Harriet E. Wilson
- Sylvia Wynter

## Éditions
- Margaret Busby (ed.), Daughters of Africa: An International Anthology of Words and Writings by Women of African Descent from the Ancient Egyptian to the Present. Première édition, Londres : Jonathan Cape, 1992  (ISBN 978-0224035927), 1089 pages.
- — Londres: Vintage Books, 1993  (ISBN 978-0099224211).
- — New York: Pantheon Books, 1992  (ISBN 978-0679416340).
- — New York: Ballantine/One World Books, 1994[38]  (ISBN 978-0345382689).